# Wu Zhihui
Wu Zhihui (chinois : 吳稚暉 ; pinyin : wú zhìhuī ; Wade : Wu Chih-hui), né le 25 mars 1865 et décédé le 30 octobre 1953), également connu sous le nom de Woo Tsin-hang  ou Wu Shi-Fee, est un linguiste et philosophe anarchiste chinois qui était le président de la Commission sur l'unification de la prononciation de 1912-1913 qui a créé zhuyin (basé sur le travail de Zhang Binglin) et a normalisé la prononciation de mandarin standard.
Wu Zhihui est devenu un militant anarchiste pendant son séjour en France dans la première décennie du XXe siècle, avec Li Shizeng, Zhang Renjie, et Cai Yuanpei. Avec eux, il était connu comme l'un des « Quatre Aînés » du Parti nationaliste, fortement anticommuniste dans les années 1920.

## Biographie
Wu Zhihui est né le 25 mars 1865 dans une famille de lettrés, après ses études il obtient son diplôme en 1891. Il occupe un poste d'enseignant à Tientsin et à Shanghai entre 1897 et 1901, puis il reprend ses études au Japon (à l’École normale supérieure de Tokyo) de 1901 à 1902. À la suite d’un conflit entre les étudiants chinois et les autorités impériales de la dynastie Qing, il retourne à Shanghai où il devient le proviseur de l’École patriotique (愛國學校 / 爱国学校, àiguó xuéxiào) créée par la Société chinoise pour l’enseignement (中國教育會 / 中国教育会, Zhōngguó jiàoyù huì). Il se lie des révolutionnaires qu'il côtoie et épouse la cause anti-mandchoue. Il doit alors quitter Shanghai et à s’exiler à Édimbourg, puis il rejoint Londres, où il rencontre Sun Yat-sen. Il adhère alors à la Ligue jurée fondée par ce dernier à Tokyo en août 1905.
Début 1906, Wu Zhihui s'installe à Paris avec ses amis étudiants chinois Li Shizeng et Zhang Renjie, également anarchistes socialistes. Ils fondent ensemble l’Association du Monde (世界社, shìjiè shè). Li Shizeng l'influence et il est convaincu par une idéologie anarchiste fortement pénétrée de scientisme. Li Shizeng et Wu Zhihui partagent la certitude du progrès de la civilisation grâce à la science et aux techniques, en maintenant un état d’esprit parfaitement cosmopolite, qu’ils dénomment « mondialisme ». Pour répandre leur idéologie, ils décident de publier en 1907 un hebdomadaire : le Xin Shiji (zh) (新世紀 / 新世纪, xīn shìjì, « Siècle nouveau »), d'abord sous-titré en espéranto « La Novaj Tempoj » et qui à partir du numéro 81 a un nouveau titre en Français « Le Siècle Nouveau » .
Wu Zhihui et Li Shizeng dirigent entre 1917 et 1918, le Shishe Ziyoulu (Bulletin de la Liberté) à Pékin entre 1917 et 1918. En 1918, Wu Zhihui fonde avec des animateurs de la revue Minsheng (La Voix du Peuple), la revue Laodong (chinois : 劳动 ; pinyin : láodòng ; litt. « Travailler ») à Shanghai. En 1920, Wu Zhihui qui en plus de ses idées anarchistes est devenu anticommuniste considère qu'avant de vivre dans l'anarchie : « l'humanité doit traverser encore trente-six cataclysmes plus importants que la Grande Guerre et soixante-douze de la même ampleur, ou bien attendre cinq cents ans ».
En 1921, il cofonde avec des amis également anarchistes, Li Shizeng et Chu Minyi (zh), l'institut franco-chinois de Lyon.
Après 1927, Wu Zhihui est un conseiller personnel de Chiang Kai-shek,  mais il ne veut pas participer à des responsabilités gouvernementales. En 1931, il est désigné au poste de président de l’Assemblée constituante. Il s'installe à Chungking pendant la guerre sino-japonaise et préside une nouvelle Constituante en 1946. Enfin lors de l'arrivée au pouvoir des communistes en 1949, il part pour Taïwan, il y meurt en octobre 1953.